# Граппелли, Стефан
Стефа́н Граппелли́ (фр. Stéphane Grappelli; 26 января 1908, Париж — 1 декабря 1997, там же) — французский джазовый скрипач, основавший вместе с гитаристом Джанго Рейнхардтом Quintette du Hot Club de France — один из первых чисто струнных джазовых коллективов.

## Биография
Стефан Граппелли родился в г. Париже у родителей итальянского происхождения. После смерти матери и мобилизации отца на Первую мировую войну воспитывался в приюте.
На скрипке он начал играть в двенадцатилетнем возрасте, а карьеру музыканта начал в качестве уличного скрипача на Монмартре. В 1924-28 гг. изучал теорию музыки в Парижской консерватории. Во время учёбы продолжал играть на улице, работал тапёром, научился играть на саксофоне и аккордеоне.
Совместно с Джанго Рейнхардтом основал инструментальный квинтет. Их первая запись состоялась 15 ноября 1934 года в студии «Альберт» (фр. Studio Albert), а 2 декабря прошло первое выступление в Париже. Этот ансамбль, названный впоследствии Quintette du Hot Club de France, считается сегодня одним из наиболее значительных на ранней парижской джазовой сцене.

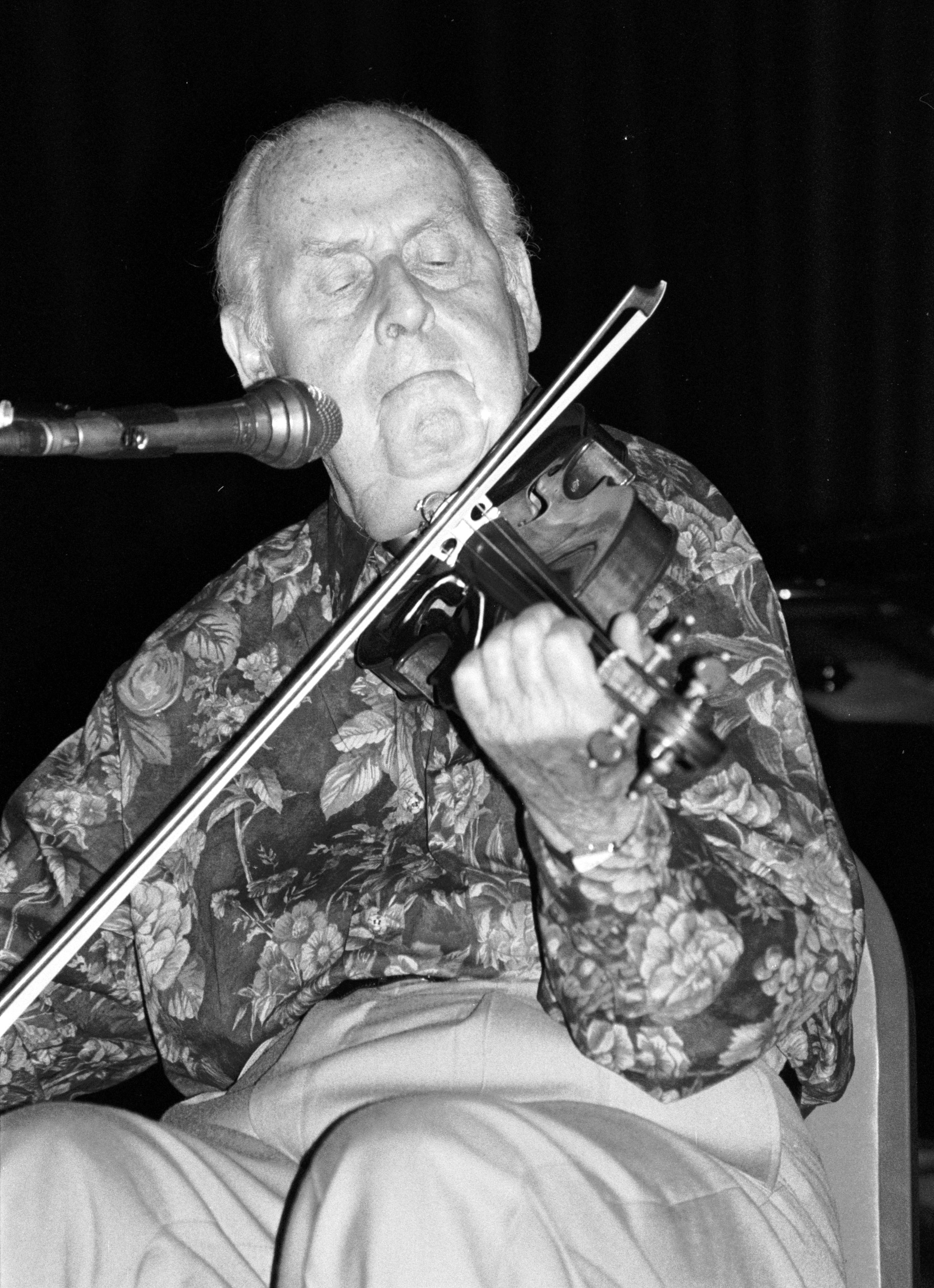
Стефан Граппелли на концерте в Довиле (Франция), 1991

После войны участвовал в записях в различных составах, включавших Дюка Эллингтона, Оскара Питерсона, Жана-Люка Понти, Стаффа Смита, Лакшминараяна Субраманиама, Гэри Бёртона, Пола Саймона, Иегуди Менухина, Андре Превина, Баки Пиццарели, Джо Пасса, Йо-Йо-Ма, Марка О’Коннора и др.
Тринадцать альбомов записаны им совместно с британскими гитаристами Дизом Дисли и Мартином Тэйлором, в 1980-х гг. несколько концертов даны с молодым британским виолончелистом Джулианом Ллойдом Уэббером.
В 1975 году Граппелли, случайно оказавшись в одной студии с музыкантами Pink Floyd, записал несколько скрипичных пассажей для заглавной композиции альбома Wish You Were Here. Однако в окончательную версию сведения скрипка не попала . 4 ноября 2011 года названная запись вышла в специальных изданиях альбома Wish You Were Here — версиях Immersion и Experience, в рамках кампании «Why Pink Floyd?».
В 1997 г. Граппелли получил Премию Грэмми за достижения всей жизни.
Похоронен на парижском кладбище Пер-Лашез.